# Aleksandar Kozlina
Aleksandar Kozlina (Skrad, 20 de diciembre de 1938 – Novi Sad, 10 de abril de 2013) fue un jugador de fútbol profesional yugoslavo que jugaba en la demarcación de centrocampista.

## Biografía
Kozlina empezó su carrera deportiva con el Hajduk Split en 1958 a los 20 años. Tras permanecer cuatro temporadas en el club fue cedido al FK Novi Sad durante dos temporadas desde 1962 hasta 1964. A su regreso permaneció otras cinco temporadas en el Hajduk antes de ser traspasado al extranjero a las filas del club belga RFC Lieja en 1967. Tras dejar Lieja pasó a equipos de niveles inferiores como el Viktoria Colonia, Fortuna Colonia y Tilleur FC antes de retirarse en 1974.
Además fue llamado por la selección de fútbol de Yugoslavia un total de nueve veces en 1960 y 1961, y fue miembro del equipo que ganó la medalla de oro en los Juegos Olímpicos de Roma 1960.
Aleksandar Kozlina falleció el 10 de abril de 2013 a los 74 años de edad.

## Clubes
| Club             | País              | Año         |
| ---------------- | ----------------- | ----------- |
| HNK Hajduk Split | Yugoslavia        | 1958 - 1962 |
| FK Novi Sad      | Yugoslavia        | 1962 - 1964 |
| HNK Hajduk Split | Yugoslavia        | 1964 - 1966 |
| RFC Lieja        | Bélgica           | 1967 - 1970 |
| Viktoria Colonia | Alemania Oriental | 1970 - 1971 |
| Fortuna Colonia  | Alemania Oriental | 1971 - 1972 |
| Tilleur FC       | Bélgica           | 1972 - 1974 |